# Ротно-тактична група «Ірпінь»
Ротно-тактична група «Ірпінь» — українське добровольче формування, що входить до складу 243 ОБ ТрО 114 ОБрТрО.

## Історія
Створена в лютому 2022 року рішенням Бучанської районної військової адміністрації.

### Російське вторгнення в Україну (2022)
27 лютого 2022 року біля 7-ї години в Ірпені відбувся перший бій з російськими окупантами, під час якого було ліквідовано псковських десантників.
Того ж дня о 10-й годині бійці групи вирушили до Бучі, де захопили 4 механізовані засоби противника, а також знищили 4 одиниці техніки і близько 30 десантників противника. Потім було спалено 11 механізованих засобів окупантів. Бійцями також були проведені рейди проти російських окупантів в Блиставиці, Гостомелі, Ворзелі.
Протягом 24-х днів бійці ДРТГ тримали оборону в районі торговельного центру «Жираф» м. Ірпінь.
Згодом рота брала участь в обороні Бахмута.

## Назви з'єднання
- 2022 — Добровольча ротно-тактична група «Ірпінь»;
- 2023 — Ротно-тактична група «Ірпінь»

## Командування
- молодший лейтенант Володимир Коротя (2022)[2]
- Олександр Ткаченко — командир першого штурмового взводу
- Ростислав Чернобровий — командир другого штурмового взводу[9]
- молодший лейтенант Олександр Четверіков — командир механізованого взводу